# Varunidae
Los varúnidos (Varunidae, de Váruna, dios hindú del océano) son una familia de cangrejos thoracotrematas. La delimitación de esta familia, parte de la taxonómicamente confusa superfamilia Grapsoidea, que está en proceso de revisión. Durante mucho tiempo, se colocaron en el rango de subfamilia en la Grapsidae, pero parece que están más cerca de Macropthalmus y Mictyridae, que se suelen incluir en Ocypodoidea. Así pues, cabe la posibilidad de fusionar la superfamilia de este último con la Grapsoidea, conservando este último nombre, ya que es más antiguo.
A pesar de ello, la revisión de la Grapsoidea (en el sentido parafilético) aún no se ha completado, ya que muchos taxones no se han vuelto a revisar. Actualmente, varios ex géneros de Grapsidae han sido trasladados a la familia Varunidae, y otros son, provisionalmente, puestos aquí en espera de un estudio detallado. Entre los más notables de ellos se encuentra, Eriocheir sinensis. El género Xenograpsus , anteriormente incluido en Varunidae, se encuentra ahora en su propia familia, Xenograpsidae.
La familia contiene los siguientes géneros:
Asthenognathinae Stimpson, 1858
- Asthenognathus Stimpson, 1858
- Globihexapus † Schweitzer & Feldmann, 2001

Cyclograpsinae H. Milne-Edwards, 1853
- Austrohelice K. Sakai, Türkay & Yang, 2006
- Chasmagnathus De Haan, 1833
- Cyclograpsus H. Milne-Edwards, 1837
- Helicana K. Sakai & Yatsuzuka, 1980
- Helice De Haan, 1833
- Helograpsus Campbell & Griffin, 1966
- Metaplax H. Milne-Edwards, 1852
- Miosesarma † Karasawa, 1989
- Neohelice K. Sakai, Türkay & Yang, 2006
- Paragrapsus H. Milne-Edwards, 1853
- Parahelice K. Sakai, Türkay & Yang, 2006
- Pseudohelice K. Sakai, Türkay & Yang, 2006

Gaeticinae Davie & N. K. Ng, 2007
- Gaetice Gistel, 1848
- Gopkittisak Naruse & P. F. Clark, 2009
- Sestrostoma Davie & N. K. Ng, 2007

Thalassograpsinae Davie & N. K. Ng, 2007
- Thalassograpsus Tweedie, 1950

Varuninae H. Milne-Edwards, 1853
- Acmaeopleura Stimpson, 1858
- Brachynotus De Haan, 1833
- Cyrtograpsus Dana, 1851
- Eriocheir De Haan, 1835
- Grapsodius Holmes, 1900
- Hemigrapsus Dana, 1851
- Neoeriocheir T. Sakai, 1983
- Noarograpsus N. K. Ng, Manuel & Ng, 2006
- Orcovita Ng & Tomascik, 1994
- Otognathon Ng & Stevcic, 1993
- Parapyxidognathus Ward, 1941
- Platyeriocheir N. K. Ng, J. Guo & Ng, 1999
- Pseudogaetice Davie & N. K. Ng, 2007
- Pseudograpsus H. Milne-Edwards, 1837
- Ptychognathus Stimpson, 1858b
- Pyxidognathus A. Milne-Edwards, 1879
- Scutumara Ng & Nakasone, 1993
- Tetragrapsus Rathbun, 1918
- Utica White, 1847
- Varuna Milne-Edwards, 1830